# Nemuki
Nemuki（ネムキ）是由朝日sonoram和朝日新闻出版发行的日本少女漫画杂志。Nemuki也是一本隔月刊（奇数月刊）雜誌，发售日期为刊行月的前一月（偶数月）的13日。2013年1月号（2012年12月发售）是该杂志的最後一期。

## 歷史
- 1991年： 朝日sonoram出版的恐怖漫画杂志《月刊万圣节》的增刊号创刊，后来将杂志名变更为《不眠之夜的奇妙故事》。《月刊万圣节》停刊后，仍然继续发行增刊《毛骨悚然撞鬼经》。
- 1996年： 从1996年5月号（全卷31号）开始，《不眠之夜的奇妙故事》作为隔月刊独立创刊，杂志名改为“NEMKI”。该杂志以恐怖作品为主，并登载了幻想、科幻等多种类型的作品。
- 2007年： 朝日sonoram公司进行了公司清算，但朝日新闻社出版本部继续发行该杂志。
- 2008年： 朝日新闻社出版本部随着朝日新闻出版的分社化，成为该公司的发行部门。
- 2012年： 朝日新闻社出版宣布，《NEMKI》将在2013年1月号停刊。然后，于2013年4月，朝日新闻出版新创刊了《Nemuki+》，继承了今市子的《百鬼夜行抄》等网络连载作品的一部分。